# Белое перо
Белое перо — традиционный символ трусости в странах бывшей Британской империи, в особенности в Британской армии. Наиболее известной была практика вручения белых перьев мужчинам, не участвующим в военных кампаниях, как знак обвинения в трусости и социального порицания.

## Происхождение
Вероятно, это происходит от петушиных боёв: считается, что белые перья в хвосте петуха указывают на его плохие бойцовские качества.

## Первая мировая война
В августе 1914 года, когда началась Первая мировая война, британский адмирал Чарльз Фицжеральд выступил с инициативой «награждать» «Орденом Белого Пера» любого мужчину призывного возраста, который не носит военную форму.
У британцев в те годы[прояснить]не было всеобщей воинской обязанности, и армия нуждалась в добровольцах. Инициатива была активно поддержана патриотической общественностью. Женщины и молодые девушки подходили к молодым людям без военной формы старше 15лет и цепляли им белое перо, как бы говоря: «Ты не настоящий мужчина в моих глазах, а трус, решивший отсидеться на гражданке».
Инициатива была довольно эффективной. Общество было охвачено патриотическим порывом. Молодые люди, у которых ещё оставались какие-то сомнения, получив белое перо от знакомых девушек или родственниц, обычно не выдерживали такого общественного давления и шли на призывные участки.
Однако в 1916 году жители Лондона в общественном транспорте уже часто шарахались от людей в полевой форме, боясь подцепить от них вшей. Рядовой Эрнест Аткинс (Ernest Atkins), приехавший в отпуск с фронта и ходивший по городу в гражданской одежде, рассказывал, что к нему в трамвае подошла девушка и преподнесла белое перо. Нервы у парня не выдержали, он ударил её по лицу записной книжкой и сказал: «Я отвезу это перо своим сослуживцам в Ипр. Я в гражданке, потому что люди думают, что в полевой форме вши. Но даже если бы это было и так, она была бы наполовину менее вшивая, чем ты».
Для защиты от подобных случаев военнослужащих, которые были с почестями уволены со службы из-за ранений или болезней во время Первой мировой войны королём, Георгом V был учреждён специальный знак — Серебряный военный знак.

## Вторая мировая война
В начале Второй мировой войны эта общественная кампания в Британии тоже проводилась, но уже с гораздо меньшим размахом и не столь высокой эффективностью.

## Иные значения символа
Вне пределов Британской империи ношение белого пера может иметь различный смысл: от приверженности пацифизму до демонстрации воинской удали. Во время Вьетнамской войны лесные патрули морской пехоты США носили белые перья на касках или панамах. Сейчас некоторые пацифистские организации используют белое перо как символ мира и ненасилия.

## В культуре
- Роман Четыре пера британского писателя А. Э. В. Мейсона и его экранизации: Четыре пера (фильм, 1939), Четыре пера (фильм, 2002).
- Сериал «Аббатство Даунтон» (2011, реж.: Брайан Келли, Брайан Персивал, Бен Болт; 2-й сезон, 1-я серия).
- Фильм «Ниже Холма 60» (2010, реж. Джереми Симс).
- Фильм «King’s Man: Начало» (2022 , реж. Мэттью Вон).